# Żyłtesz
Żyłtesz (bułg. Жълтеш) – wieś w Bułgarii, w obwodzie Gabrowo, w gminie Gabrowo. Według danych szacunkowych Ujednoliconego Systemu Ewidencji Ludności oraz Usług Administracyjnych dla Ludności, 15 marca 2016 roku miejscowość liczyła 313 mieszkańców.
W miejscowości znajduje się czitaliszte „Swetlina” z 1927 roku. W Żyłteszu znajduje się zabytkowa cerkiew św. Atanazego.